# Rafael Romero Marchent
Rafael Romero Marchent (Madrid, 3 de mayo de 1926-Ib., 13 de febrero de 2020) fue un actor, director de cine y guionista español, famoso por haber sido pionero en España en rodar cine del género spaghetti western en los años 1960 y 70, y por haber sido creador, junto a su hermano Joaquín, de la serie de televisión Curro Jiménez.

## Biografía
Nacido en Madrid en 1926, era hijo de Joaquín Romero Marchent Gómez de Avellaneda (1899-1973) escritor, editor y productor; hermano de Joaquín Luis Romero Marchent, director y guionista; de la montadora Ana María Romero Marchent, y del actor y director ocasional Carlos Romero Marchent (1944-2013).
Contrajo matrimonio con la actriz y vedette Maruja Tamayo, de la que enviudó el 22 de octubre de 1991. Fruto de este enlace, nacería una hija, Teresa de Jesús.
Se aficiona al espectáculo de forma instintiva y en plena adolescencia, y así participa en funciones escolares como actor infantil. Poco después, al inicio de los años cuarenta, ya desempeña papeles minúsculos en diversas películas, con un reconocimiento profesional creciente, hasta el punto de tomar la decisión de profesionalizarse como intérprete y dejar inconclusos los estudios de Medicina. Así que comienza los estudios de Baile y Arte Dramático, mientras continúa trabajando como actor juvenil.

### Obra
De este modo, comienza su primera fase profesional, la de galán de cine, fase que se define de verdad a partir de su cometido en El traje de luces (1947), de Edgar Neville, y que se extiende durante los diez años posteriores, tanto con nuevos papeles cinematográficos: La mies es (1948), de José Luis Sáenz de Heredia, Alhucemas (1948), de José López Rubio, La leona de Castilla (1951), de Juan de Orduña, El mensaje (1953), de Fernando Fernán Gómez, Fulano y Mengano (1957), de su hermano Joaquín, o Pasión bajo el sol (1956), de Antonio Isasi; como con cometidos teatrales, tanto con la Compañía de Milagros Leal y Salvador Soler Marí, o la de Tina Gascó y Fernando Granada, e incluso encabezando compañía propia.
A primeros de los años 1960, disminuye drásticamente su labor de actor y estudia Dirección, mientras trabaja de ayudante y script en cerca de treinta películas, a menudo de su hermano Joaquín. Poco después, inicia su etapa de director, que comienza con un spaghetti western: Ocaso de un pistolero (1965), emprendido al socaire de los de su hermano, pionero nacional al respecto, y que se prodiga en este género, a menudo con Joaquín de coproductor y coguionista, por ejemplo en Manos torpes (1969) y Garringo (1970). Empero, ha filmado también thrillers, dramas, comedias y hasta musicales y tragedias eróticas, en una diversidad genérica donde artísticamente sobresalen Santo contra el Dr. Muerte (1973), última de las coproducciones hispanomexicanas con el mítico Santo, el Enmascarado de Plata y Un par de zapatos del 32 (1973), protagonizada por nada menos que Ray Milland y Sylva Koscina.
Igualmente ha trabajado con profusión en el medio televisivo, realizando capítulos de series de ficción, principalmente Curro Jiménez y Cañas y barro, y documentales. Asimismo, ha sido actor y director de doblaje y de teatro, amén de escritor lírico.
Por todo ello, el día 27 de abril de 2007 recibió un sencillo homenaje en Madrid, rindiéndosele tributo así a un superviviente del cine español.

## Filmografía

### Como director
- 1965 - Ocaso de un pistolero
- 1966 - Dos pistolas gemelas
- 1967 - Aquí mando yo
- 1967 - Dos cruces en Danger Pass
- 1967 - Dos hombres van a morir
- 1968 - Uno a uno sin piedad
- 1968 - ¿Quién grita venganza?
- 1969 - Manos torpes
- 1969 - El Zorro justiciero.
- 1970 - Garringo
- 1971 - Un par de asesinos
- 1973 - Santo contra el doctor Muerte
- 1973 - Disco rojo
- 1973 - Un dólar de recompensa
- 1974 - La boda o la vida
- 1975 - Tu dios y mi infierno
- 1976 - Curro Jiménez (serie de TV)
- 1976 - Imposible para una solterona
- 1976 - La noche de los cien pájaros
- 1977 - Un día con Sergio
- 1977 - El calor de la llama
- 1978 - Cañas y barro (Serie de TV)
- 1978 - Avisa a Curro Jiménez
- 1980 - La venganza del lobo negro (Duelo a muerte)[4]
- 1981 - Todo es posible en Granada
- 1984 - Violines y trompetas

### Como actor
- 1946 - El traje de luces (de Edgar Neville)
- 1948 - La mies es mucha (de José Luis Sáenz de Heredia)
- 1948 - La vida encadenada (de Antonio Fernández-Román)
- 1948 - Alhucemas (de José López Rubio)
- 1948 - Don Quijote de la Mancha (de Rafael Gil)
- 1951 - Séptima página (de Ladislao Vajda)
- 1951 - La leona de Castilla (de Juan de Orduña)
- 1953 - Cabaret (de Eduardo Manzanos Brochero)
- 1954 - Los gamberros (de Juan Lladó)
- 1954 - La canción del penal (de Juan Lladó y Jean Sacha)
- 1955 - El mensaje (de Fernando Fernán Gómez)
- 1956 - La espera (de Vicente Lluch)
- 1956 - La pecadora (de Ignacio F. Iquino)
- 1957 - Fulano y Mengano (de Joaquín Luis Romero Marchent)
- 1960 - Compadece al delincuente (de Eusebio Fernández Ardavín)
- 1962 - La venganza del Zorro (de Joaquín Luis Romero Marchent)
- 1981 - Todo es posible en Granada (de Rafael Romero Marchent)
- 1990 - A solas contigo (de Eduardo Campoy)
- 1996 - Pesadilla para un rico (de Fernando Fernán Gómez)
- 1997 - Al límite (de Eduardo Campoy)

## Premios
Medallas del Círculo de Escritores Cinematográficos
| Año  | Categoría              | Película         | Resultado |
| ---- | ---------------------- | ---------------- | --------- |
| 1949 | Mejor actor secundario | La mies es mucha | Ganador   |